# Mycteromyia martinezi
Mycteromyia martinezi är en tvåvingeart som beskrevs av Barretto och Duret 1954. Mycteromyia martinezi ingår i släktet Mycteromyia och familjen bromsar. Inga underarter finns listade i Catalogue of Life.